# Caraquet (circonscription provinciale)
Pour les articles homonymes, voir Caraquet (homonymie).
Circonscription électorale provinciale du Canada
Caraquet est une circonscription électorale provinciale du Nouveau-Brunswick représentée à l'Assemblée législative depuis 1974.

## Géographie
La circonscription comprend:
- La ville de Caraquet,
- Les villages de Bas-Caraquet, Saint-Léolin, Grande-Anse, Maisonnette et Bertrand
- Les communautés de Burnsville, Évangéline, Landry, Maltempèque, Saint-Simon, Village-Blanchard, Anse-Bleue, Dugas, Pokesudie et Village-des-Poirier
- Le hameau de Petit-Paquetville
- La Rivière du Nord

## Liste des députés
| Législature                                  | Années        | Député             | Député            | Parti                     |
| -------------------------------------------- | ------------- | ------------------ | ----------------- | ------------------------- |
| Caraquet Circonscription issue de Gloucester |               |                    |                   |                           |
| 48e                                          | 1974-1978     |                    | Onil Doiron       | Libéral                   |
| 49e                                          | 1978-1982     |                    | Onil Doiron       | Libéral                   |
| 50e                                          | 1982-1987     |                    | Émery Robichaud   | Progressiste-conservateur |
| 51e                                          | 1987-1991     |                    | Bernard Thériault | Libéral                   |
| 52e                                          | 1991-1995     |                    | Bernard Thériault | Libéral                   |
| 53e                                          | 1995-1999     |                    | Bernard Thériault | Libéral                   |
| 54e                                          | 1999-2001     |                    | Bernard Thériault | Libéral                   |
| 54e                                          | 2001¹-2003    |                    | Gaston Moore      | Progressiste-conservateur |
| 55e                                          | 2003-2006     |                    | Hédard Albert     | Libéral                   |
| 56e                                          | 2006-2010     |                    | Hédard Albert     | Libéral                   |
| 57e                                          | 2010-2014     |                    | Hédard Albert     | Libéral                   |
| 58e                                          | 2014-2018     |                    | Hédard Albert     | Libéral                   |
| 59e                                          | 2018-2020     | Isabelle Thériault |                   | Libéral                   |
| 60e                                          | 2020-2024     | Isabelle Thériault |                   | Libéral                   |
| 61e                                          | 2024-en cours | Isabelle Thériault |                   | Libéral                   |

- ¹ Élection partielle à la suite de la démission de Bernard Thériault.